# 張本天傑
張本 天傑（はりもと てんけつ、1992年〈平成4年〉1月8日 - ）は、日本のプロバスケットボール選手。中国遼寧省瀋陽生まれ、愛知県出身。ポジションはセンターフォワード。B.LEAGUE・名古屋ダイヤモンドドルフィンズに所属している。中国名は張 天傑。

## 来歴
遼寧省瀋陽にて父はバスケ選手、母はバレーボール選手の強淑萍、祖父もフェンシングのコーチ、叔父もバドミントン選手というスポーツ一家に生まれる。母が引退後に日本へ留学するのに伴い移住し、日本国籍を取得。
2007年、中部大学第一高校に進学。同期の宇都直輝とともに、1年生時よりインターハイに出場。3年生時のインターハイとウインターカップでベスト16。
2010年、青山学院大学に進学。2年生時より主力となり全日本大学選手権（インカレ）で優勝。3年生時の関東大学選手権、関東大学リーグ戦、全日本大学選手権で優秀選手賞を受賞。4年生時の関東大学選手権でMVPを受賞。
2014年2月1日、NBLのアーリーエントリー制度によりトヨタ自動車アルバルク東京に入団。7試合に出場。
2016年オフ、名古屋ダイヤモンドドルフィンズに移籍。

## 経歴
- 中部大学第一高等学校
- 青山学院大学
- トヨタ自動車アルバルク東京
- 名古屋ダイヤモンドドルフィンズ

## 日本代表歴
現行のルールでは15歳以下で代表国の国籍を取得した選手は帰化選手扱いにならないため、幼少期に帰化した張本は出生時に日本国籍を有していた選手と同じ扱いになる。
高校2年生時の2008年、U-18日本代表に選出され、日本バスケ界初の中華系帰化代表選手となった。同年の第22回U-18アジア選手権で4位。
大学2年次の2010年、日本代表候補に選出される。また、第26回ユニバーシアードにも出場した。2012年に日本代表に初選出され、6月に大田区総合体育館開館記念の台湾との親善試合に出場。8月にはウィリアム・ジョーンズカップに出場。
2014年、2年ぶりに日本代表に選出され、FIBAアジアカップで6位。仁川アジア大会で3位。
2021年、東京オリンピック日本代表に選出された。

## 記録
| シーズン    | チーム     | GP | GS | MPG  | FG%  | 3P%  | FT%  | RPG | APG | SPG | BPG | TO  | PPG |
| ----------- | ---------- | -- | -- | ---- | ---- | ---- | ---- | --- | --- | --- | --- | --- | --- |
| NBL 2013-14 | トヨタ東京 | 7  | 0  | 9.6  | .632 | .667 | .533 |     |     |     |     |     | 5.1 |
| NBL 2014-15 | トヨタ東京 | 54 |    | 17.4 | .366 | .266 | .646 | 2.9 | 0.4 | 0.5 | 0.5 | 0.9 | 5.0 |
| NBL 2015-16 | トヨタ東京 |    |    |      |      |      |      |     |     |     |     |     |     |
| B1 2016-17  | 名古屋     |    |    |      |      |      |      |     |     |     |     |     |     |